# 恰亞河 (鄂畢河支流)
恰亞河（俄语：Чая）是俄羅斯的河流，屬於鄂畢河的左支流，由托木斯克州負責管轄，河道全長134公里，流域面積27,200平方公里，河水主要來自雨水和融雪，每年十一月至翌年四月結冰。